# Yan Swahn
Jan-Erik Swahn, känd som Yan Swahn, 22 december 1950 i Västerås församling i Västmanlands län, är en svensk playbackartist och trollkarl. 
Swahn turnerade flitigt i folkparkerna under 1970-talet med sin kombinerade Magic/crazy-comedy-show. Han showade på krogscener och framträdde i TV. Han medverkade även i Hagges revy på Lisebergsteatern i Göteborg. Han lyckades blev en gång utsedd till nordisk mästare i trolleri. År 1975 gjorde han sitt första framträdande i Danmark där han fick engagemang i Holstebro-revyn. 
Sedan 1981 har han huvudsakligen varit verksam i Danmark. Han har även under årens lopp turnerat i cirka 25 olika länder och bland annat uppträtt för de danska ingenjörstrupperna i Bosnien-Hercegovina och Irak.
Swahn är sedan 1993 bosatt i Randers på Jylland.

## Filmografi
- 1974 – Parade

## Teater

### Roller
- 1975 – Medverkande i Utan en tråd, revy av Hagge Geigert, Lisebergsteatern [2]

### Fotnoter
1. ↑  Sveriges befolkning 1990, Arkiv Digital.
2. ↑  Ingmar Glanzelius (2 januari 1976). ”Geigert föraktar publiken”. Dagens Nyheter:  s. 14. http://arkivet.dn.se/arkivet/tidning/1976-01-02/1/14. Läst 31 augusti 2015.